# Titanebo dondalei
Titanebo dondalei is een spinnensoort in de taxonomische indeling van de renspinnen (Philodromidae).
Het dier behoort tot het geslacht Titanebo. De wetenschappelijke naam van de soort werd voor het eerst geldig gepubliceerd in 1968 door Sauer.